# Havrincourt
Havrincourt – miejscowość i gmina we Francji, w regionie Hauts-de-France, w departamencie Pas-de-Calais.
Według danych na rok 1990 gminę zamieszkiwały 353 osoby, a gęstość zaludnienia wynosiła 21 osób/km² (wśród 1549 gmin regionu Nord-Pas-de-Calais Havrincourt plasuje się na 886. miejscu pod względem liczby ludności, natomiast pod względem powierzchni na miejscu 97.).